# Mord rytualny

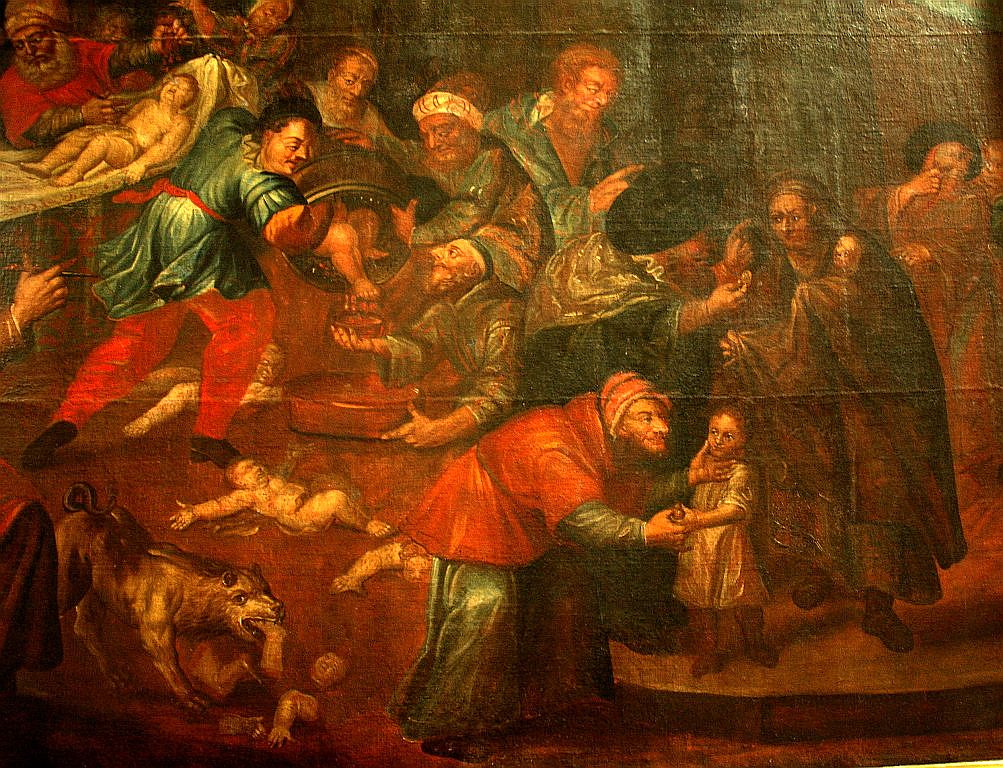
Obraz Mord rytualny autorstwa Karola de Prevot (XVIII w.) przedstawiający rzekomy mord rytualny z katedry w Sandomierzu

Mord rytualny – umyślne zabicie człowieka w celach rytualnych.
W europejskim kręgu kulturowym o mord rytualny oskarżano mniejszości narodowe, etniczne, wyznaniowe oraz inne zbiorowości lub osoby odróżniające się od większości społeczeństwa. Pomówienia te stanowiły próbę dyskredytowania konkurencyjnych kultur czy religii, określenia grupy mniejszościowej jako barbarzyńców nie respektujących najbardziej podstawowych zasad, a co za tym idzie wyłączenie ich ze społeczeństwa. Grupy oskarżane o mord rytualny były też często obwiniane o dzieciobójstwo, kanibalizm czy wampiryzm. Takie niesłuszne oskarżenia wysuwano najczęściej przeciwko Żydom. Inne grupy oskarżane niegdyś o mord rytualny to chrześcijanie (w starożytnym Rzymie), Romowie, heretycy czy czarownice.
Zazwyczaj oskarżenia o mord rytualny były fałszywe, aczkolwiek istniały grupy, praktykujące tego rodzaju działania (np. thugowie w Indiach).

## Oskarżenia o mord rytualny
Przez wiele wieków o popełnianie mordów rytualnych na chrześcijanach bezpodstawnie oskarżani byli w Europie wyznawcy judaizmu, co często stawało się pretekstem do dokonywania pogromów i wypędzeń Żydów. Żydzi zabijać mieli chrześcijan (najchętniej dzieci), gdyż ich krew miała być niezbędnym składnikiem macy spożywanej przez nich w czasie święta Paschy. Pierwsze w nowożytnej Europie udokumentowane oskarżenie Żydów o mord rytualny miało miejsce w 1144 roku w Norwich. Zamordowany czeladnik został przez lokalnego biskupa ogłoszony świętym jako św. William, lecz kult tego świętego pozostał lokalny i po pewnym czasie wygasł.
W Polsce w 1576 roku wnoszenia bezpodstawnych oskarżeń o mord rytualny zakazał pod karą śmierci król Stefan Batory.
Marcin Zaremba, podobnie jak inni badacze, uważa, że powojenne pogromy, np. pogrom kielecki,- inspirowany przez UB – były spowodowane m.in. wiarą w mord rytualny.
W katedrze w Sandomierzu znajduje się obraz „Mord rytualny” autorstwa Karola de Prevot z XVIII wieku przedstawiający mord rytualny dokonywany przez Żydów. Obraz ten od 2006 do 2014 roku pozostawał zasłonięty i niedostępny dla zwiedzających z powodu swojej treści, budzącej sprzeciw w społeczności żydowskiej i pośród chrześcijan zaangażowanych w dialog międzyreligijny. Po ponownym odsłonięciu towarzyszy mu tablica wyjaśniająca, że Żydzi nie popełniali mordów rytualnych.

Zanim chrześcijanie zaczęli oskarżać Żydów o mordy rytualne, sami byli o nie oskarżani. Podobnie jak w przypadku Żydów plotki o mordach rytualnych, których dopuszczali się chrześcijanie, były bezpodstawne. Minucjusz Feliks (Oktawius, 9, 2-7) wspomina, że poganie oskarżają chrześcijan o rozwiązłość seksualną czy mordowanie dzieci: 

wszędzie między nimi (chrześcijanami) panuje kult rozkoszy zmysłowej: nazywają się braćmi i siostrami, by nawet najzwyczajniejszy nierząd przez wprowadzenie świętego imienia stał się kazirodztwem. Dochodzą do mnie słuchy, że najpodlejszego zwierzęcia, bo oślą głowę poświecili i oddają jej cześć (...) inni powiadają, że oni czczą penisa swojego przewodnika i kapłana, modląc się jakby do ojcowskiej siły rozrodczej (...) A już opowiadanie o przyjmowaniu nowych członków jest równie potworne jak znane wszystkim. Temu, który ma być wtajemniczony w świętości, podają dziecko mąką pokryte, by oszukać niebacznych. Kandydat widząc tylko mąkę i sądząc, że uderzenia będą niewinne ślepymi i niewidocznymi ranami, zabija niemowlę. I krew tego dziecka, co za okropność, łakomie liżą, wśród bójki rozdzielają jego członki. Przy takiej ofierze przymierzem się łączą a świadomością zbrodni dają sobie przykład wzajemnego milczenia (...)